# 데일리 블린트
데일리 블린트(네덜란드어: Daley Blind, 네덜란드어 발음: [ˈdeːli ˈblɪnt], 1990년 3월 9일 ~ )는 네덜란드의 축구 선수로, 현재 라리가의 지로나 소속이다. 왼쪽 풀백과 수비형 미드필더, 센터백으로 모두 소화하는 멀티 플레이어다.

## 클럽 경력

### 아약스
블린트는 그의 고향팀이자 그의 아버지 다니 블린트를 유명하게 만들어 준 아약스의 유스팀에서 축구 생활을 시작하였다. 데일리는 아약스 유스팀 출신이고 그가 유스 B팀에 속해있는 동안, 그는 2007-08 시즌에 유스 A팀의 핵심선수가 되었다. 2008–09 시즌에 아약스 1군팀으로 승격했다. 그는 17살에 나이에 2010년 7월 1일까지 지속되는 첫 프로계약을 맺었다. 2008년 12월 7일, 블린트는 폴렌담 원정 경기에서 1군팀 데뷔전을 치렀다. 블린트는 폴렌담 수비수들에게서 코너킥을 얻어냈고, 얀 베르통헌이 결승골을 넣으며 2-1 승리를 이끌면서 즉시 효과를 주었다. 9일에는 2013년 6월 30일까지 계약을 연장하였다.

#### 흐로닝언 임대
2010년 1월 5일에, 그는 2009–10 시즌 잔여 기간 동안 흐로닝언으로 임대되었다. 흐로닝언에서 뛰던 시기에 그는 주로 오른쪽 풀백으로 기용되었다.

#### 아약스 복귀

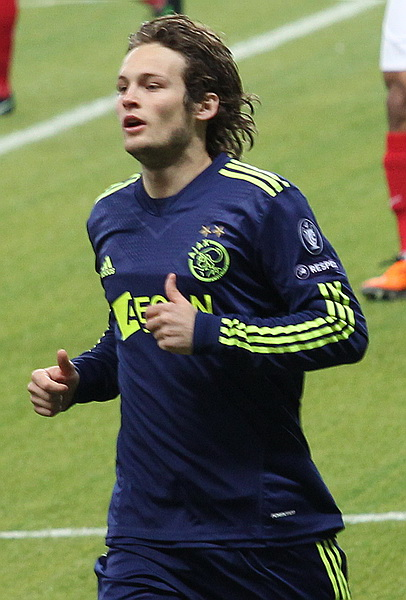
아약스에서 뛰던 2011년 모습

데일리 블린트는 아약스의 두 번(2010–11, 2011–12)의 에레디비시에 우승에 기여를 하였고 특히 2011-12 시즌은 아약스의 통산 30번째 리그 우승이였다. 프랑크 더 부르가 감독으로 부임하고 나서, 그는 더많은 출전 시간과 신뢰를 부여받았고 2012–13 시즌에 그에게 왼쪽 풀백의 주전자리를 내줬다.
2013년 4월 23일, 마르크 오버르마르스는 아약스와 데일리 블린트가 3년의 연장 계약을 맺었음을 알렸다.
2013년 5월 5일, 데일리 블린트는 빌럼 II를 홈에서 5-0으로 이기는데 도움을 줬고, 시즌 종료전 한 경기를 남겨두고 우승을 확정하여, 아약스의 통산 32번째 우승이자 리그 3연속 우승에 기여를 했다. 5월 5일이 지나고 나서, 데일리 블린트는 2012-13 시즌 아약스 최고의 선수로 선정되었다.
2013-14 시즌 동안에, 블린트는 중원의 수비형 미드필더로 뛰었고 아약스의 리그 4연패와 함께, 올해의 네덜란드 최고의 선수에 이름을 올렸다.

### 맨체스터 유나이티드
블린트는 2014년 8월 30일에 아약스에서 맨체스터 유나이티드로 이적하였다.
맨유 이적 후, 2014년 9월 15일 새벽에 열린 퀸즈 파크 레인저스와의 리그 4라운드 경기에서 데뷔전을 가졌다. 그는 웨스트 브롬위치 알비온과 2-2 무승부를 거둔 10월 20일에 20 야드 거리에서 그의 이적후 첫 골을 넣었다.
15-16 시즌에는 중앙 수비수로 포지션을 변경하여 크리스 스몰링과 짝을 이뤄 맨유의 수비를 이끌며 무려 4,000분을 소화했다. 맨유는 블린트와 스몰링 덕분에 15/16 시즌 리그에서 30점만을 내주며 토트넘에 이어 최소 실점 2위를 달성했다.

### 아약스 두 번째 복귀
2018년 7월 17일, 아약스와 4년 계약을 맺으며 4년 만에 복귀했다.

### 바이에른 뮌헨
2023년 1월 6일 블린트는 바이에른 뮌헨과 22-23 시즌이 종료될 때까지 유효한 6개월 계약을 체결하며 바이에른 뮌헨으로 이적했고 등번호로 23번을 받았다.
2023년 2월 6일 바이에른 뮌헨이 폭스바겐 아레나에서 VfL 볼프스부르크를 4-2로 이긴 분데스리가 19라운드에서 78분 주앙 칸셀루와 교체되면서 분데스리가 데뷔전을 가졌다.
2023년 3월 11일 바이에른 뮌헨이 알리안츠 아레나에서 FC 아우크스부르크를 5-3으로 이긴 분데스리가 24라운드에서 83분 마테이스 더 리흐트와 교체되어 그라운드에 투입되었다.

## 국가대표팀 경력
블린트는 2007년에 열린 UEFA U-17 축구 선수권 대회에 네덜란드 U-17 축구 국가대표팀에 선발되었고, 첫 경기는 징계로 인해 출전하지 못했으나, 아이슬란드와의 두 번째 경기에서 골을 뽑아냈지만, 무릎 부상으로 인해 대회를 마치고 말았다. 그는 2011년 UEFA U-21 축구 선수권 대회 지역 예선 경기에 몇차례 선발되긴 했으나 벤치를 떠나지는 못했다. 10월 13일에 폴란드 원정경기에서 4-0으로 이긴 경기에서, 아약스 팀 동료 심 더 용의 교체 선수로 출전하며 대회 첫 출전을 하였다.
이전에 몇 차례 소집은 되었던, 블린트는 2013년 2월 13일 암스테르담 아레나에서 열린 이탈리아 축구 국가대표팀과의 친선전에서 왼쪽 풀백 포지션으로 선발 출전하며 국가대표팀 데뷔전을 치렀다. 경기는 1-1 무승부로 끝났으며, 블린트는 90분 풀타임을 소화했다.
2014년 6월에 그는 2014년 FIFA 월드컵에 참가하는 네덜란드 대표팀에 선발되었다. 그는 스페인과의 개막전에서 왼쪽 윙백으로 선발 출전하며, 아르연 로번과 로빈 판 페르시의 골을 어시스트했고, 오렌지군단은 5-1 대승을 거뒀다. 그리고 브라질과의 3,4위전에 출전해 다비드 루이스가 걷어낸 볼을 가슴으로 트래핑한 뒤, 팀의 두번째 골이자 자신의 국가대표 첫 골을 기록했다. 이로써 대표팀은 브라질을 3-0으로 꺾고 3위로 대회를 마쳤다.

## 개인사
데일리 블린트는 과거 아약스에서 뛰었던 다니 블린트의 아들이다.

## 경력
- 2007년 UEFA U-17 챔피언십 국가대표
- 2013년 UEFA U-21 챔피언십 국가대표
- 2014년 FIFA 월드컵 국가대표

## 수상
아약스
- 에레디비시에 (5회): 2010–11, 2011–12, 2012–13, 2013–14 , 2018-19
- 요한 크루이프 실드 (1회): 2013

 네덜란드
- FIFA 월드컵 : 3위 (2014)

맨체스터 유나이티드
- FA컵 (1회): 2016
- FA 커뮤니티실드 (1회): 2016
- EFL컵 (1회): 2017
- UEFA 유로파리그 (1회): 2017

개인
- AFC 아약스 올해의 유망주: 2007–08
- AFC 아약스 올해의 선수: 2012–13
- 올해의 네덜란드 선수상: 2014

## 같이 보기
- A매치 100경기 이상 출전한 축구 선수 명단